# Sint-Pietersbuitenkerk
De Sint-Pietersbuitenkerk is een kerk in de Sint-Pietersaalststraat in de Belgische stad Gent. De parochiekerk staat in de wijk Sint-Pieters-Aalst, ten zuiden en buiten de historische stadskern, in het Miljoenenkwartier.

## Geschiedenis
De huidige stadswijk rond de kerk was vroeger een landelijk gebied ten zuiden van het stadscentrum. Sinds de middeleeuwen behoorde dit gebied tussen Leie en Schelde tot de Sint-Pietersabdij, het Sint-Pietersdorp. Heel het gebied viel onder de parochie van de Onze-Lieve-Vrouwekerk bij de abdij. Op het einde van het ancien régime werden de kerkelijke bezitting opgeheven en het gebied viel nu onder de stad Gent. De grote Onze-Lieve-Vrouw-Sint-Pietersparochie bleef nog bestaan.
Tot in de 19de eeuw en het dempen van de stadsomwallingen in 1860 bleef dit gebied landelijk. In Sint-Pieters-Aalst kwam er in 1856 een proosdij en deze werd in 1874 tot de eerste nieuwe parochie in het gebied verheven. In 1894 zouden ook de parochie Sint-Coleta volgen en in 1902 werd de parochie Sint-Paulus afgesplitst. Vanaf het begin van de 20ste eeuw werd het gebied verder geürbaniseerd. Reeds in 1856 was er op dezelfde plaats in Sint-Pieters-Aalst een kerk gebouwd van de hand van architect Jean-Baptiste Boterdael.
Het gebied was de locatie van de Wereldtentoonstelling van 1913, die hier voor verdere verandering (verstedelijking) zorgde. Na de sluiting van de wereldtentoonstelling van 1913 ontstond het Miljoenenkwartier, een wijk met prestigieuze villa's. Met de uitbouw van het Miljoenenkwartier kwam al vlug de idee dat er een fraaiere kerk moest komen. De vraag om een nieuwe kerk te ontwerpen werd gesteld aan architect Valentin Vaerwyck, wat hij als bewoner van de parochie belangeloos aanvaardde. De bouw werd voltooid in 1937 en Vaerwyck ontwierp niet alleen het gebouw maar ook de meeste decoratieve elementen binnenin.
De kerk werd in 2006 beschermd als monument.